# Rio Paranaíba (kommun)
Rio Paranaíba är en kommun i Brasilien.   Den ligger i delstaten Minas Gerais, i den sydöstra delen av landet, 400 km söder om huvudstaden Brasília. Antalet invånare är 11 898.
Omgivningarna runt Rio Paranaíba är huvudsakligen savann. Runt Rio Paranaíba är det glesbefolkat, med 9 invånare per kvadratkilometer.